# Otaku
Otaku (Japans: おたく, オタク), of buitenstaander, is een andere benaming voor het woord geek, met name gebruikt voor personen die obsessief bezig zijn met anime en manga.
Terwijl in het Japans de term otaku over het algemeen een negatieve klank heeft, heeft deze dat in het Westen wat minder; sommigen ervaren de term als negatief, anderen niet.
De term otaku wordt vaak gebruikt door anime- en mangafans om zichzelf te beschrijven. In het Westen is het een term die meestal vragen opwekt omdat deze niet algemeen bekend is buiten de anime-/mangacultuur.

## Oorsprong
Het woord otaku is afgeleid van de beleefdheidsvorm voor het huis van iemand anders of de familie (お宅, otaku) dat ook gebruikt wordt als beleefde vorm voor de tweede persoon enkelvoud (vergelijkbaar met "u" in het Nederlands). De moderne vorm die in de jaren 80 verscheen, en die zich van het oudere gebruik onderscheidt door slechts geschreven te worden in hiragana (おたく) of katakana (オタク), is naar het schijnt bedacht door essayist Akio Nakamori, in het uit 1983 stammende schrijven "Onderzoek van otaku" (おたくの研究, otaku no kenkyū), waarin hij opmerkte dat deze ongebruikelijke aanspreekvorm gebruikelijk was onder bepaalde groeperingen. Eigenlijk kan het woord otaku ook voor mensen gebruikt worden die met iets anders dan anime of manga obsessief bezig zijn, zoals voetbal of computerspelletjes. Toch zal de gemiddelde Japanner bij de term otaku alleen denken aan iemand die geobsedeerd is door manga en/of anime.